# Anoplocapros lenticularis
Anoplocapros lenticularis is een  straalvinnige vis uit de familie van de doosvissen (Aracanidae). De wetenschappelijke naam van de soort is, als Ostracion lenticularis, voor het eerst geldig gepubliceerd in 1841 door John Richardson.

## Type
- syntypes: BMNH 1845.1.3.118, 1852.10.6.1
- typelocatie: Australië

## Synoniemen
- Acerana grayi Kaup, 1855[3]
- Anoplocapros gibbosus McCulloch & Waite, 1915[4]